# ハウスバスター
ハウスバスター（Housebuster）はアメリカのサラブレッド競走馬で、エクリプス賞創設以来初めて全米チャンピオンスプリンターを2度受賞した馬である。
ハウスバスターはアメリカで種牡馬となった。一時は日本やニュージーランド、アルゼンチンでも供用されたがアメリカへ買い戻され、2005年まで生きた。

## 概要
ハウスバスターの父は重賞勝馬のマウントリヴァーモア（Mt.Livermore）で、ハウスバスターの母はビッグドリームス（Big Dreams）という。母の父はグレートアバヴ（Great Above）である。
ハウスバスターの生産者はブランシュ・レヴィ（Blanche P. Levy）で、その息子のロバート・レヴィ（Robert P. Levy）の名義で走った。ハウスバスターは当初はロナルド・ベンショフ（Ronald Benshoff）調教師が管理したが、のちにウォーレン“ジミー”キャロル調教師（Warren A. Croll, Jr.）の厩舎へ移った。キャロル調教師の下で、ハウスバスターはスプリンターに育て上げられ、生涯を通して1マイル以上の距離を走ることがなかった。
ハウスバスターは全22回の出走のうち15鞍で勝利を上げたが、後続に大きな差をつけて勝つことが多かった。ジェロームハンデでは13馬身、ラファイエットステークス（G3）では11馬身の差をつけたし、“ドフランシスダッシュ”ではブリーダーズカップ・スプリントの覇者セイフリィケプト（Safely Kept）を5馬身ちぎった。
1990年のメトロポリタンハンデでは、全米年度代表馬クリミナルタイプと争ってクビ差の2着に惜敗したが、のちに殿堂入りをするイージーゴア（3着）には先着した。（この時、イージーゴアはハウスバスターより14ポンド重いハンデを背負っていた。）
ハウスバスターは多くのレースを楽勝したことで、1990年と1991年のエクリプス賞全米チャンピオンスプリンターに選出された。チャンピオンスプリンターを2年連続で獲得するのは、ハウスバスターの母方の曾祖父にあたるタウィー（Ta Wee、1969-1970年に獲得）以来のことだった。
ハウスバスターは1991年のブリーダーズカップスプリントのレース中に怪我を負い、競走生活から引退することになった。
ハウスバスターははじめ、1992年にジョナベル牧場（Jonabell Farm）に繋養され、数頭の活躍馬を出した。しかし種付料の下落により、1998年に日本へ輸出された。2001年にアメリカに買い戻されると、バージニア州のブルーリッジ牧場（The Blue Ridge Farm）で2002年から2004年まで供用された。2005年にウェストバージニア州のオサリヴァン牧場（O'Sullivan Farms）に移ったが、5月15日にそこで死んだ。
重賞を勝った産駒の中で代表的なものは、2002年の香港の年度代表馬エレクトロニックユニコーン（Electronic Unicorn）、バハミアンパイレート（Bahamian Pirate）、モーラック（Morluc）、ミッドナイトベットである。

## 競走馬時代

### 2歳時（1989年）
ハウスバスターは2歳の秋にメドウランズ競馬場でデビューした。メイドン戦（未勝利馬による競走）を2戦目で勝ち上がると、モーヴェンブリーダーズカップステークス（Morven Breeder's Cup Stakes、G外、6f）を7馬身差で勝ち、このシーズンを3戦2勝で終えた。

### 3歳時（1990年）
怒涛の8連勝
年が明けて1月のスペクタキュラービッドステークス（Spectacular Bid Stakes、G外、6f）を勝ち、2歳秋から4連勝とした。2月のハッチスンステークス（Hutchson Stakes、G3、7f）で最初のグレードレース挑戦となったが3馬身差で勝った。3月のスウェイルステークス（Swale Stakes、G3、7f）では2着に1馬身差しかつけることができなかったが、その2着馬サマースコール（Summer Squall）はそのあとケンタッキーダービーで2着になり、さらにプリークネスステークスに優勝した。
ハウスバスターはクラシック路線には向かわず、4月のラファイエットステークス（Lafayette Stakes、G3、7f）ではトップハンデを背負って11馬身差で勝ち、ダービートライアルステークス（Derby Trial Stakes、G3、8f）でもトップハンデでムチを使わずに5馬身1/4差、5月のウィザーズステークス（Withers Stakes、G2、8f）を2馬身差で勝ち、8連勝とした。
"ザ・メット"での対決
5月末の“The Met”（メトロポリタンハンデキャップ、G1、8f）は初めてのG1競走挑戦だったが、ハウスバスターの全キャリアの中でも最大の見せ場になった。50万ドルが懸かったこの伝統の大レースには、前年にサンデーサイレンスと年度代表馬の座を争った古馬のイージーゴアー（Easy Goer）が出てきた。イージーゴアーは1.4倍の大本命で、7ポンドのハンデを得たハウスバスターは3倍に推された。ピムリコスペシャルハンデキャップ（G1）をレコード勝ちしてきた古馬のクリミナルタイプ（Criminal Type）は9倍だった。
スタートから先手を取ったハウスバスターはブラックタイアフェアーやクリミナルタイプらを引き連れて逃げ、最終コーナーでは2番手を引き離す格好で2馬身差をつけて直線を向いた。クリミナルタイプが迫り、さらに外からイージーゴアーが追い込んできたが、ハウスバスターの逃げ足も衰えなかった。ゴールまであと30ヤード（約27メートル）のところでクリミナルタイプがハウスバスターを捉え、クビ差で勝利をものにした。イージーゴアーはさらに1馬身半遅れた3着だった。レース翌日のニューヨーク・タイムズは、ハウスバスターを「今年の全世代の中で最良のスプリンター」と評した。クリミナルタイプは次走でサンデーサイレンスを破り、この年の全米年度代表馬となった。イージーゴアーも立てなおして次走でG1サバーバンハンデに勝ち、のちに殿堂入りしている。
G1初制覇
このあとハウスバスターはシェリダンステークス（Sheridan Stakes、G3、8f）、キングズビショップステークス（King's Bishop Stakes、G3、7f）と勝利を重ね、ジェロームハンデキャップ（Jerome Handicap、G1、8f）を迎えた。ハウスバスターはトップハンデを課せられたが、3戦無敗のシティダンサー（Citidancer）を13馬身突き放して圧勝し、G1初勝利をあげた。
ブリーダーズカップ断念とチャンピオン選出
G1のタイトルも獲得し、既に全米最高のスプリンターと見做されていたハウスバスターは、10月末のブリーダーズカップ・スプリントを狙うために、ステップレースとしてG1ヴォスバーグステークス（Vosburgh Stakes、G1、7f）に出た。ところがハウスバスターはこのレース中に足を何箇所もの裂傷を負う怪我をしてしまい、勝馬から大きく離された5着に沈んでしまった。1年を通じた出走による疲労のため靱帯に張りがあることもわかり、ハウスバスターはブリーダーズカップへの出走を諦めて休養に入った。陣営は早い時期から翌年もレースを続けることを明らかにした。
この年（1990年）のブリーダーズカップは多くのアクシデントによって、アメリカの競馬ファンの記憶に残ることになった。12戦10勝の名牝ゴーフォーワンドが引退の花道を飾るレースになるはずだったディスタフでは、そのゴーフォーワンドが勝利目前で膝を折って転倒し、そのまま死んでしまった。
スプリントでは、アメリカで最高のスプリンターであるハウスバスターが欠場したことで、ヨーロッパから遠征してきたデイジュールが1番人気になった。デイジュールはアメリカのダートの競馬は未経験だったが、ヨーロッパでスプリントG1を3連勝していた。
スタートと同時に、前年の2着馬セイフリィケプト（Safely Kept）が飛び出したが、デイジュールはそのすぐ後ろにつけた。向こう正面で、人気があった古馬のミスターニッカーソン（Mr.Nickerson）が心臓発作を起こして転倒し、そのまま死んでしまうアクシデントが起きた。シェーカーニット（Shaker Knit）もこれに巻き込まれて落馬した。
こうしたアクシデントをよそに、ディジュールは余裕を持って最終コーナーを周り、逃げこみを図るセイフリィケプトの外から馬体を並べて追い出した。セイフリィケプトはよく抵抗したが、ゴールまであと50ヤード（約45メートル）のところでデイジュールが満を持して前に出て、大勢が決した。が、その直後、コース上に落ちたスタンドの影に驚いて、デイジュールは影を飛び越そうとした。ヨーロッパの競馬場にはこのような影は無かったのである。この隙にセイフリィケプトが少しだけ盛り返し、そのままゴールしてしまった。離れた3着には人気薄のブラックタイアフェアーが入った。こうしてブリーダーズカップ・スプリントは波乱含みで終わり、この年のエクリプス賞最優秀スプリンターにはハウスバスターが選出された。

### 4歳時（1991年）
驚きのチャンピオン対決
古馬になったハウスバスターの緒戦は3月のデュピュティミニスターハンデキャップ（Deputy Minister Handicap、G外、7f）になったが、驚いたことに同世代のケンタッキーダービー馬アンブライドルドが出走を表明してきた。アンブライドルドは前年にはブリーダーズカップ・クラシックを制してエクリプス賞最優秀3歳牡馬に選ばれており、思わぬ形で同世代のチャンピオン同士の対決になった。
前評判では、7ハロンというハウスバスターの主戦場ではハウスバスターに分があると思われており、アンブライドルドの関係者には「なぜ、たった賞金5万ドルのレースのために、わざわざ相手の土俵でチャンピオンスプリンターに挑むのか」という批難さえ浴びせられた。アンブライドルドは全米3歳チャンピオンであるにもかかわらず、ハウスバスターのほうが3ポンド重いハンデが与えられた。
レースではハウスバスターがいつもどおり先行し、アンブライドルドはいつもどおり後方に控えた。レースの中間を過ぎたあたりでは、アンブライドルドはハウスバスターよりも15馬身も後ろにいた。ハウスバスターは最終コーナーから進出し、直線に向くと逃げ馬に並んでこれをかわそうとした。ちょうどそこへ、アンブライドルドが後方から一気に伸びてきてあっという間にハウスバスターを差し切り、3馬身の差を広げて勝った。
ハウスバスターの次走は4月のコモンウェルスステークス（Commonwealth Breeders' Cup Stakes、G3、7f）だった。ここでのライバルはブラックタイアフェアーだった。ハウスバスターはブラックタイアフェアーより2ポンド重いハンデを負わされ、1馬身差の2着に敗れた。この時点のブラックタイアフェアーは、G3やG2をぽつりぽつりと勝ったことがあるという程度の5歳馬だったが、このあと夏から秋にかけて6連勝、ブリーダーズカップ・クラシックも制してこの年の年度代表馬になった。ハウスバスターの側にしてみれば、予期せぬかたちで復帰後チャンピオン級の競走馬との対戦が2回続いてしまったのだった。
ただし、次のG1“ザ・カーター”（カーターハンデキャップ、Carter Handicap、G1、7f）ではハンデは逆転し、ハウスバスターのほうが1ポンド軽い斤量で出走すると、2馬身1/4差で優勝した。
謎の敗戦
続く5月末のメトロポリタンハンデでは、ハウスバスターがトップハンデの124ポンドを背負い、ブラックタイアフェアーが1ポンド低いハンデを与えられた以外は、全出走馬がハウスバスターより7ポンド以上軽い斤量を背負っての競走になった。ハウスバスターは当然の1番人気になり、いつものように先行したが、レースの半ばで突然走るのをやめてしまい、ズルズルと後退して8着に終わった。ブラックタイアフェアーも9着に凡走した。勝ったのはこれがG1初勝利となるインエクセス（In Excess）だった。前年暮れの怪我が完治していないのではないかという報道もあったが、ハウスバスターを管理するウォーレン調教師も、敗因はよくわからないと述べるに留まった。
3連勝
敗因がはっきりしないハウスバスター陣営は、次のプランを決めかねていた。ハウスバスター不在のブリーダーズカップ・スプリントで全欧チャンピオンのデイジュールのチョンボによって勝ちを拾ったセイフリィケプトと、真のスプリントチャンピオンを決めるマッチレースを行うという噂も流れた。
2ヶ月後、ハウスバスターはローレル競馬場の新レース、ドフランシス記念（Frank J. De Francis Memorial Dash Stakes、G外、6f）に出た。この大レースはまだ創設2年目のため格付けは取得していなかったが、並みのG1競走よりも賞金は高く、しかもハウスバスターにとっては願ってもない3/4マイル（約1207メートル）のスプリント戦だった。
ハウスバスターは直線で2番手から抜けだして勝ち、賞金30万ドルを獲得した。このときハウスバスターが「2着馬」クレヴァートレヴァー（Clever Trevor）につけた公式着差は5馬身だが、ハウスバスターのすぐ後ろにいたブレイヴリーボールド（Bravely Bold）がゴール寸前で転倒して競走を中止しており、記録ほど楽勝だったわけではない。クレヴァートレヴァーから更に1馬身1/4遅れた3着にセイフリィケプトが入った。
ハウスバスターは、8月には2着馬より14ポンドも重いハンデを背負ってフォアゴーハンデキャップ（Forego Handicap、G2、7f）を勝ち、9月には秋のニューヨーク地区で最も重要なスプリント戦とされるG1ヴォスバーグステークス（G1、7f）を5馬身半差で勝ち、3連勝とした。通算獲得賞金は、ヴォスバーグステークスの賞金20万ドルを加えて、100万ドルの大台に乗せた。
引退戦
ハウスバスター陣営は、次走をブリーダーズカップ・スプリントと定め、それがハウスバスターの引退レースになると発表した。その後はケンタッキー州で種牡馬になることが決まっていた。最終戦となるブリーダーズカップ・スプリントを控え、陣営は勝利を楽観視していた。ハウスバスターは年間を通じていつもトップハンデを背負い、勝ってきたのだが、最終戦ではどの馬も126ポンドを背負うのである。「ブリーダーズカップだって？そりゃまあ、どの馬だって出走は自由さ。でもスプリント戦でハウスバスターに勝てる馬なんて聞いたことないね。（The Breeders' Cup? Any horse can get beat on any given day, but I don't know of anyone around who can beat him sprinting.」と調教師は語った。
ブリーダーズカップ当日、ハウスバスターの単勝は1.4倍の圧倒的な人気になったが、これはこの年のブリーダーズカップの全レースで、最も倍率の低い単勝になった 。
しかし、第1レースである「スプリント」の結果は、ブリーダーズカップ当日の全レースの1着馬を当てる「ピック7」を勝っていた競馬ファンにとって、悪夢のような結果に終わった。不動の本命と目されていたハウスバウスターが全く見せ場なく11頭中の9着に沈んだのである。
レースの後、ハウスバスターは救急車で運ばれた。レース直後、騎手と調教師は、スタートでゲートを出るときに蹄をぶつけてしまい、蹄が完全に裂けてしまっていたことが発表された。しかし正式な診断の結果はもっと深刻だった。蹄を庇って走ったことで、ハウスバスターは左前脚の靭帯を損傷していたのである。「普通の馬ならスタートの時点で競走を中止していたはずだが、ハウスバスターは痛みをこらえて競走を続けてしまった。（An ordinary horse would have stopped right away, but he ran on heart alone.）」と馬主のレヴィはコメントした。
この日の残りのレースでは、ダンススマートリーやアラジが人気通り勝ったにもかかわらず、「マイル」や「ターフ」でも10番人気馬が勝つなどの波乱があり、「ピック7」の的中馬券は全米で29票しかなかった。ブリーダーズカップの会場であるチャーチルダウンズ競馬場では、的中者はいなかった。（発売場所によって払い戻し条件が異なるため一律ではないが）的中馬券の倍率は20万倍を超えた。オハイオ州では一人で200万ドルの払い戻しを受けた者もいた。
「スプリント」を制したのはイギリスからやってきた人気薄のシェイクアルバドゥだった。人気薄と言っても、ヨーロッパのスプリント戦線ではナンソープステークスに優勝、スプリントカップとアベイ・ド・ロンシャン賞で2着になっていた馬である。シェイクアルバドゥはこの年、ヨーロッパのチャンピオンスプリンターに選出された。一方、アメリカではハウスバスターが2年連続となる全米チャンピオンスプリンターに選出された。この賞を連覇は、賞の創設以来初めてのことだった。エクリプス賞の前身時代も含めると、1969-1970年にハウスバスターの母方の曾祖父にあたるタウィー（Ta Wee）が連覇を遂げている。

### 最終戦績
- 22戦15勝 2着3回 3着1回[4]
- 獲得賞金 1,229,696 USAドル[4]
- 主なタイトル エクリプス賞最優秀スプリンター2回（1990年・1991年）[4]

#### 主な勝鞍
レース名、格付け、距離（単位:ハロン）の順、すべてダート。
- ヴォスバーグステークス 米G1 7f
- カーターハンデキャップ 米G1 7f
- ジェロームハンデキャップ 米G1 8f
- フランク・J・ドフランシス記念ダッシュステークス 米G外 6f
- フォアゴーハンデキャップ 米G2 7f
- ウィザースステークス 米G2 8f
- キングズビショップステークス 米G3 7f
- シェリダンハンデキャップ 米G3 8f
- ダービートライアルステークス 米G3 8f
- ラファイエットステークス 米G3 7f
- スウェイルステークス 米G3 7f
- ハッチスンステークス 米G3 7f
- 2着 メトロポリタンハンデキャップ 米G1、コモンウェルスBCH米G3、デピュティミニスターH

## 種牡馬時代
競走生活を引退したハウスバスターは、1992年からケンタッキー州にあるジョナベル牧場（Jonabell Farm）に繋養され、数頭の活躍馬を出した。当初の種付料は2万ドルで、同世代のアンブライドルドや、1978年の三冠馬アファームドと同額である。同じ頃種牡馬になったブラックタイアフェアーは15000ドル、シェイクアルバドゥーは10000ドルだった。しかしやがて種付料の下落し、1998年に日本へ輸出された。シャトル種牡馬としてニュージーランドやアルゼンチンへ渡って供用されたこともある。
2001年にアメリカに買い戻されると、バージニア州のブルーリッジ牧場（The Blue Ridge Farm）で2002年から2004年まで供用された。2005年にウェストバージニア州のオサリヴァン牧場（O'Sullivan Farms）に移ったが、5月15日にそこで死んだ。18歳だった。死因は不明。
生涯を通じて送り出した産駒のうち、ステークス競走に勝ったものは32頭で、重賞を勝った産駒の中で代表的なものは、2002年の香港の年度代表馬エレクトロニックユニコーン（Electronic Unicorn）、バハミアンパイレート（Bahamian Pirate）、モーラック（Morluc）、ミッドナイトベットである。ミッドナイトベットは日本調教馬だが、生産地はアメリカで、ハウスバスターが日本へ輸入される以前にアメリカで生産されたものである。

### 代表産駒
- エレクトロニックユニコーン（Electronic Unicorn[24]） - アメリカ産の騸馬。2001/2002年シーズンの香港年度代表馬、2001/2002年シーズン・2002/2003年シーズンの香港チャンピオンマイラー。香港マイル（G1）2着2回、チャンピオンズマイル（香港G1）、スチュワーズカップ（香港G1）、チェアマンズトロフィー（香港G2）、クイーンズシルバージュビリーカップ（香港G2）。香港で長く走り、フェアリーキングプローンやサイレントウィットネスと争い、香港国内G1のチャンピオンズマイルやスチュワーズカップに勝った。2001年の香港マイルではエイシンプレストンに次ぐ2着になった。

- バハミアンパイレート（Bahamian Pirate[25]） - アメリカ産の騸馬。104戦12勝。ナンソープS（英G1）、フィーニクススプリントS（愛G3）、アベイ・ド・ロンシャン賞（仏G1）2着、ジュライC（英G1）2着、ダイアデムS（英G2）3着。全盛期の2001年から2002年頃にはヨーロッパのスプリント戦線を賑わした。騸馬のため長くハンデキャップホースとして走り、出走回数100戦をこえて2007年まで現役を続けた。

- ハウズヴァーゲン（Hauswagen[26][注 5]） - アルゼンチン産の牡馬。ラプラタ市賞（Premio Ciudad de la Plata、G2、ダート6f）、ウベルトFヴィグナルト賞[注 6]（Premio Uberto F Vignart、G2、ダート6f）の勝馬。

- ミッドナイトベット（午夜博彩） - アメリカ産の牡馬。香港国際カップ（G2）、金鯱賞、京都記念、京都金杯の勝馬。1997年から2001年にかけて外国産馬として日本で走り、香港に遠征して香港国際カップをレコード勝ちした。詳細はミッドナイトベットを参照。

- モーラック（Morluc[27]） - アメリカ産の牡馬。ターフスプリントS（G3）、ヌレイエフS（LR）、ファイヤークラッカーBCH（G2）2着など。

## 血統表
| *ハウスバスター Housebusterの血統ブラッシンググルーム系 | *ハウスバスター Housebusterの血統ブラッシンググルーム系 | *ハウスバスター Housebusterの血統ブラッシンググルーム系 | （血統表の出典） | （血統表の出典） |
| 父 Mt Livermore 栗毛 1981                               | 父の父Blushing Groom 栗毛 1974                          | Red God                                                 | Nasrullah        | Nasrullah        |
| 父 Mt Livermore 栗毛 1981                               | 父の父Blushing Groom 栗毛 1974                          | Red God                                                 | Spring Run       |                  |
| 父 Mt Livermore 栗毛 1981                               | 父の父Blushing Groom 栗毛 1974                          | Runaway Bride                                           | Wild Risk        | Wild Risk        |
| 父 Mt Livermore 栗毛 1981                               | 父の父Blushing Groom 栗毛 1974                          | Runaway Bride                                           | Aimee            |                  |
| 父 Mt Livermore 栗毛 1981                               | 父の母Flama Ardiente 栗毛 1972                          | Crimson Satan                                           | Spy Song         | Spy Song         |
| 父 Mt Livermore 栗毛 1981                               | 父の母Flama Ardiente 栗毛 1972                          | Crimson Satan                                           | Papila           |                  |
| 父 Mt Livermore 栗毛 1981                               | 父の母Flama Ardiente 栗毛 1972                          | Royal Rafale                                            | Reneged          | Reneged          |
| 父 Mt Livermore 栗毛 1981                               | 父の母Flama Ardiente 栗毛 1972                          | Royal Rafale                                            | Questar          |                  |
| 母 Big Dreams 黒鹿毛 1980                               | 母の父Great Above 黒鹿毛 1972                           | Miiesota Mac                                            | Rough'n Tumble   | Rough'n Tumble   |
| 母 Big Dreams 黒鹿毛 1980                               | 母の父Great Above 黒鹿毛 1972                           | Miiesota Mac                                            | Cow Girl         |                  |
| 母 Big Dreams 黒鹿毛 1980                               | 母の父Great Above 黒鹿毛 1972                           | Ta Wee                                                  | Intentionally    | Intentionally    |
| 母 Big Dreams 黒鹿毛 1980                               | 母の父Great Above 黒鹿毛 1972                           | Ta Wee                                                  | Aspidistra       |                  |
| 母 Big Dreams 黒鹿毛 1980                               | 母の母Dolphins Dream 黒鹿毛 1976                        | New Prospect                                            | Never Bend       | Never Bend       |
| 母 Big Dreams 黒鹿毛 1980                               | 母の母Dolphins Dream 黒鹿毛 1976                        | New Prospect                                            | Hasty Act        |                  |
| 母 Big Dreams 黒鹿毛 1980                               | 母の母Dolphins Dream 黒鹿毛 1976                        | Green Dolphin                                           | Johns Joy        | Johns Joy        |
| 母 Big Dreams 黒鹿毛 1980                               | 母の母Dolphins Dream 黒鹿毛 1976                        | Green Dolphin                                           | Fly Bye Babe     |                  |
| 母系(F-No.)                                             | 13号族(FN:13)                                           | 13号族(FN:13)                                           | 13号族(FN:13)    | [ § 2 ]          |
| 5代内の近親交配                                         | Nasrullah 4×5                                           | Nasrullah 4×5                                           | Nasrullah 4×5    | [ § 3 ]          |
| 出典                                                    | 1. 2. 3.                                                | 1. 2. 3.                                                | 1. 2. 3.         | 1. 2. 3.         |

ハウスバスターの半弟で1994年生まれの*ヤシマジャパン（父*フォーティナイナー）は、日本に輸入されて外国産馬として走り、京成杯3歳ステークス（G2）3着、新潟日報賞（OP）1着などの成績を残した。
ほかに近親で日本で活躍したものとしては、*ハウスバスターの叔母（母ビッグドリームスの半妹で父は*ハウスバスターと同じマウントリヴァーモア）である*エンジェルインザモーニング（Angelinthemorning）が繁殖牝馬として輸入されている。*エンジェルインザモーニングは多くの産駒を出したが、そのうちオリエンタルロックは札幌2歳ステークス（G3）を勝った。